# جوستافو روجو
جوستافو روجو (بالإسبانية: Gustavo Rojo)‏ هو منتج أفلام وممثل أوروغواني ومكسيكي، ولد في 5 سبتمبر 1923 بمونتفيدو في الأوروغواي، وتوفي في 22 أبريل 2017 بمدينة مكسيكو في المكسيك.

## وصلات خارجية
- جوستافو روجو على موقع IMDb (الإنجليزية)
- جوستافو روجو على موقع ألو سيني (الفرنسية)
- جوستافو روجو على موقع أول موفي (الإنجليزية)
- جوستافو روجو على موقع قاعدة بيانات الأفلام السويدية (السويدية)
- جوستافو روجو على موقع قاعدة بيانات الفيلم (الإنجليزية)
- جوستافو روجو على موقع كينوبويسك (الروسية)